# Тодор Георгиев
Вижте пояснителната страница за други личности с името Тодор Георгиев.
Тодор Георгиев Сребров е български офицер (генерал-лейтенант), началник на щаба на армията (1934 – 1936).

## Биография
Тодор Георгиев е роден на 27 февруари 1882 г. в село Чешнегирово, Станимашко. През 1902 г. завършва Военното на Негово Княжеско Височество училище, произведен е в чин подпоручик и зачислен във 2-ра рота на 9-и пехотен пловдивки полк. През 1905 г. е произведен в чин поручик. През 1908 г. поручик Георгиев постъпва в Николаевската генерал-щабна академия в Санкт-Петербург, Русия, през 1909 г. е произведен в чин капитан. Завършва през 1911 г., и след завръщането си в България продължава да служи в 9-и полк. Служи и в 1-ви пехотен софийски полк.

### Балканска война (1912 – 1913)
През Балканската война (1912 – 1913) е щабен офицер, като на 18 септември 1912 г. е назначен за офицер за поръчки в щаба на 2-ра армия, на 28 септември 1912 е причислен към щаба на армията, а от 27 април 1913 до 11 август 1913 е началник на Оперативната секция на Щаба на 2-ра армия, след което до март 1914 е офицер за поръчки към Щаба на 2-ра военноинспекционна област.
В периода 1914 – 1915 година капитан Георгиев е ротен командир в 27-и полк. На 18 май 1915 г. е произведен в чин майор.

### Първа световна война (1915 – 1918)
През Първата световна война (1915 – 1918), в периода 1915 – 1916 г. е началник-щаб на 3-та бригада от 9-а пехотна плевенска дивизия, а от 28 декември 1916 е командир на дружина в 57-и пехотен полк. От 24 май 1917 отново е началник-щаб на 3-та бригада от 9-а пехотна дивизия. На 17 август 1917 г. е произведен в чин подполковник.
След демобилизацията подполковник Георгиев служи в Щаба на армията, а през 1920 г. е назначен за началник на Мобилизационната секция. На 30 януари 1923 е произведен в чин полковник и назначен за командир на 7-и пехотен преславски полк. През 1926 г. става началник на отдел в Щаба на армията.
На 31 октомври 1930 г. е произведен в чин генерал-майор, през 1932 година е назначен за началник на 3-та военно-инспекционна област, като от 19 ноември 1932 поема командването на 4-та пехотна преславска дивизия. От 2 май 1933 г. е председател на Военно-историческата комисия към Щаба на армията, а от април 1934 – началник на военно-учебните заведения. През 1934 г. за кратко е началник на 2-ра военноинспекционна област.
На 21 май 1934 г. генерал-майор Тодор Георгиев е назначен за началник-щаб на българската армия, на 26 август произведен в чин генерал-лейтенант и 2 месеца по-късно, на 26 декември 1936 г. се уволнява от армията по собствено желание.
1950 – Осъден на смърт, впоследствие заменено с доживотна присъда.
1967 – Освободен поради преклонна възраст;
1990/1991 – Реабилитиран с решение на Върховния съд.

## Семейство
Тодор Георгиев е женен и има 2 деца.

## Военни звания
- Подпоручик (1902)
- Поручик (1905)
- Капитан (1909)
- Майор (18 май 1915)
- Подполковник (15 август 1917)
- Полковник (30 януари 1923)
- Генерал-майор (31 октомври 1930)
- Генерал-лейтенант (26 август 1934)

## Награди
- Орден „За храброст“ IV степен, 1-ви и 2-ри клас
- Орден „Св. Александър“ III степен без мечове, IV степен с мечове по средата
- Орден „За военна заслуга“ I, II, III, IV и V степен на военна лента
- Германски железен кръст II степен
- Орден „Югославска корона“ I степен
- Турски полумесец

## Трудове
- „Оперативни задачи и директиви“ (1941);
- „Оперативни проучвания“ (1937);
- „Срочни оперативни донесения. Теория и примери от оперативно гледище“ (1942);
- „Стратегия. Лекции. четени на преподавателския курс във Военната академия през учебната 1934 – 1935“ (1935).
- „Причини за неуспеха на 2-ра армия във войната с гърците“ (1914);
- „Изненадата и нейното значение за успеха във време на война“; „Организация и водене на нощен бой“;
- „Задачи, решение, план“ – статии във „Военен журнал" (1914 – 1942);
- „Главен инспектор на войската“ – статия в „Българска военна мисъл“ (1940);
- „По организацията на железопътните дружини“; „Водене на тактически задачи“ – статии в „Народна отбрана“ (1920 – 1926);
- „Боят на 3/9-а пех. бригада на височината Глоговица“;
- „Командването на 3-та отделна армия в Лозенградската операция през войната с Турция в 1912 г. (Оперативно изследване)“ – статии във „Военноисторически сборник“ (1937 – 1945);